# Багатокутні числа
Багатокутне число (полігональне число) — це число, яке можна представити у вигляді крапок (камінчиків), розташованих у вигляді правильного многокутника. Крапки вважаються одиницями (альфами). Багатокутні числа — один з типів фігурних чисел.
Багатокутні числа можуть бути згенеровані за допомогою простого правила обчислення. Треба задати арифметичну прогресію з різницею {\displaystyle d} ({\displaystyle d} — натуральне число). Найпростіша послідовність — це послідовність натуральних чисел
({\displaystyle d=1}). Всі наступні послідовності будуть утворенні додаванням до одиниці різниці {\displaystyle d}. Наведемо приклади:
Трикутні числа. Різниця {\displaystyle d=1} приводить нас до суми {\displaystyle 1+2+3+4+\cdots }, часткові суми якої утворюють послідовність трикутних чисел {\displaystyle 1,3,6,10,\dots }.
Квадратні числа. Різниця {\displaystyle d=2} приводить нас до суми {\displaystyle 1+3+5+7+\cdots }, часткові суми якої утворюють послідовність квадратних чисел {\displaystyle 1,4,9,16,\dots }.
П'ятикутні числа. Різниця {\displaystyle d=3} приводить нас до суми {\displaystyle 1+4+7+11+\cdots }, часткові суми якої утворюють послідовність п'ятикутних чисел {\displaystyle 1,5,12,22,\dots }.
Шестикутні числа. Різниця {\displaystyle d=4} приводить нас до суми {\displaystyle 1+5+9+13+\cdots }, часткові суми якої утворюють послідовність шестикутних чисел {\displaystyle 1,6,15,28,\dots }.
Інколи {\displaystyle 0} визначається як нульове число. Згідно з цією умовою послідовність, наприклад, трикутних чисел приймає наступний вигляд {\displaystyle 0,1,3,6,10}.

10 — четверте число з трикутних чисел Трикутні числа.
16 — четверте число з квадратних чисел Квадратні числа.
22 — четверте число з п'ятикутних чисел П'ятикутні числа.
28 — четверте число з шестикутних чисел Шестикутні числа.

## Формула
Якщо {\displaystyle s} — кількість сторін у многокутнику, формула {\displaystyle n}-го {\displaystyle s}-кутного числа {\displaystyle P(s,n)} наступна:
{\displaystyle P(s,n)={\frac {(s-2)n^{2}-(s-4)n}{2}}},
або
{\displaystyle P(s,n)=(s-2){\frac {n(n-1)}{2}}+n}.
{\displaystyle N}-те {\displaystyle s}-кутного число також пов'язане з трикутними числами {\displaystyle T_{n}} таким чином:
{\displaystyle P(s,n)=(s-2)T_{n-1}+n=(s-3)T_{n-1}+T_{n}\,.}
Звідси
{\displaystyle {\begin{aligned}P(s,n+1)-P(s,n)&=(s-2)n+1\,,\\P(s+1,n)-P(s,n)&=T_{n-1}={\frac {n(n-1)}{2}}\,.\end{aligned}}}
Для заданого {\displaystyle s}-кутного числа {\displaystyle P(s,n)=x} можна знайти {\displaystyle n} та {\displaystyle s} за допомогою формул:
{\displaystyle n={\frac {{\sqrt {8(s-2)x+{(s-4)}^{2}}}+(s-4)}{2(s-2)}}},
{\displaystyle s=2+{\frac {2}{n}}\cdot {\frac {x-n}{n-1}}}.

### Кожне шестикутне число є трикутним числом
Застосовуючи формулу наведену вище, маємо
{\displaystyle P(s,n)=(s-2)T_{n-1}+n}.
Якщо сторін 6, то
{\displaystyle P(6,n)=4T_{n-1}+n},
але оскільки
{\displaystyle T_{n-1}={\frac {n(n-1)}{2}}},
то звідси випливає, що
{\displaystyle P(6,n)={\frac {4n(n-1)}{2}}+n={\frac {2n(2n-1)}{2}}=T_{2n-1}}.
Отже, кожне {\displaystyle n}-те шестикутне число {\displaystyle P(6,n)} також є {\displaystyle (2n-1)}-м трикутним числом {\displaystyle T_{2n-1}}. Будь-яке шестикутне число можна знайти просто взявши непарні трикутні числа : 1, 3, 6, 10,15, 21, 28, 36, 45, 55, 66, …

## Таблиця значень
Перші 6 значень у стовпці «сума обернених значень» (з трикутних по восьмикутні числа) обраховуються в вище наведеній задачі, що також дає загальну формулу для будь-якої кількості сторін, за умовою дигамма функції.
| s     | Назва        | Формула                  | n   | n     | n     | n     | n     | n      | n      | n      | n      | n      | Сума обернених значень | OEIS    |
| s     | Назва        | Формула                  | 1   | 2     | 3     | 4     | 5     | 6      | 7      | 8      | 9      | 10     | Сума обернених значень | OEIS    |
| ----- | ------------ | ------------------------ | --- | ----- | ----- | ----- | ----- | ------ | ------ | ------ | ------ | ------ | --- | ------- |
| 3     | Трикутні     | 1/2(n2 + n)              | 1   | 3     | 6     | 10    | 15    | 21     | 28     | 36     | 45     | 55     | 2 | A000217 |
| 4     | Квадратні    | 1/2(2n2 − 0n) = n2       | 1   | 4     | 9     | 16    | 25    | 36     | 49     | 64     | 81     | 100    | π2/6 | A000290 |
| 5     | П'ятикутні   | 1/2(3n2 − n)             | 1   | 5     | 12    | 22    | 35    | 51     | 70     | 92     | 117    | 145    | 3 ln3 − π√3/3 | A000326 |
| 6     | Шестикутні   | 1/2(4n2 − 2n) = 2n2 — n  | 1   | 6     | 15    | 28    | 45    | 66     | 91     | 120    | 153    | 190    | 2 ln 2 | A000384 |
| 7     | Семикутні    | 1/2(5n2 − 3n)            | 1   | 7     | 18    | 34    | 55    | 81     | 112    | 148    | 189    | 235    | {\displaystyle {\begin{matrix}{\tfrac {2}{3}}\ln 5\\+{\tfrac {{1}+{\sqrt {5}}}{3}}\ln {\tfrac {\sqrt {10-2{\sqrt {5}}}}{2}}\\+{\tfrac {{1}-{\sqrt {5}}}{3}}\ln {\tfrac {\sqrt {10+2{\sqrt {5}}}}{2}}\\+{\tfrac {\pi {\sqrt {25-10{\sqrt {5}}}}}{15}}\end{matrix}}} | A000566 |
| 8     | Восьмикутні  | 1/2(6n2 − 4n) = 3n2 — 2n | 1   | 8     | 21    | 40    | 65    | 96     | 133    | 176    | 225    | 280    | 3/4 ln 3 + π√3/12 | A000567 |
| 9     | Дев'ятикутні | 1/2(7n2 − 5n)            | 1   | 9     | 24    | 46    | 75    | 111    | 154    | 204    | 261    | 325    | | A001106 |
| 10    | Десятикутні  | 1/2(8n2 − 6n) = 4n2 — 3n | 1   | 10    | 27    | 52    | 85    | 126    | 175    | 232    | 297    | 370    | ln 2 + π/6 | A001107 |
| 11    | 11-кутні     | 1/2(9n2 − 7n)            | 1   | 11    | 30    | 58    | 95    | 141    | 196    | 260    | 333    | 415    | | A051682 |
| 12    | 12-кутні     | 1/2(10n2 − 8n)           | 1   | 12    | 33    | 64    | 105   | 156    | 217    | 288    | 369    | 460    | | A051624 |
| 13    | 13-кутні     | 1/2(11n2 − 9n)           | 1   | 13    | 36    | 70    | 115   | 171    | 238    | 316    | 405    | 505    | | A051865 |
| 14    | 14-кутні     | 1/2(12n2 − 10n)          | 1   | 14    | 39    | 76    | 125   | 186    | 259    | 344    | 441    | 550    | 2/5 ln 2 + 3/10 ln 3 + π√3/10 | A051866 |
| 15    | 15-кутні     | 1/2(13n2 − 11n)          | 1   | 15    | 42    | 82    | 135   | 201    | 280    | 372    | 477    | 595    | | A051867 |
| 16    | 16-кутні     | 1/2(14n2 − 12n)          | 1   | 16    | 45    | 88    | 145   | 216    | 301    | 400    | 513    | 640    | | A051868 |
| 17    | 17-кутні     | 1/2(15n2 − 13n)          | 1   | 17    | 48    | 94    | 155   | 231    | 322    | 428    | 549    | 685    | | A051869 |
| 18    | 18-кутні     | 1/2(16n2 − 14n)          | 1   | 18    | 51    | 100   | 165   | 246    | 343    | 456    | 585    | 730    | 4/7 ln 2 − √2/14 ln (3 − 2√2) + π(1 + √2)/14 | A051870 |
| 19    | 19кутні      | 1/2(17n2 − 15n)          | 1   | 19    | 54    | 106   | 175   | 261    | 364    | 484    | 621    | 775    | | A051871 |
| 20    | 20-кутні     | 1/2(18n2 − 16n)          | 1   | 20    | 57    | 112   | 185   | 276    | 385    | 512    | 657    | 820    | | A051872 |
| 21    | 21-кутні     | 1/2(19n2 − 17n)          | 1   | 21    | 60    | 118   | 195   | 291    | 406    | 540    | 693    | 865    | | A051873 |
| 22    | 22-кутні     | 1/2(20n2 − 18n)          | 1   | 22    | 63    | 124   | 205   | 306    | 427    | 568    | 729    | 910    | | A051874 |
| 23    | 23-кутні     | 1/2(21n2 − 19n)          | 1   | 23    | 66    | 130   | 215   | 321    | 448    | 596    | 765    | 955    | | A051875 |
| 24    | 24-кутні     | 1/2(22n2 − 20n)          | 1   | 24    | 69    | 136   | 225   | 336    | 469    | 624    | 801    | 1000   | | A051876 |
| ...   | ...          | ...                      | ... | ...   | ...   | ...   | ...   | ...    | ...    | ...    | ...    | ...    | ... | ...     |
| 10000 | 10000-кутні  | 1/2(9998n2 − 9996n)      | 1   | 10000 | 29997 | 59992 | 99985 | 149976 | 209965 | 279952 | 359937 | 449920 | | A167149 |

Онлайн енциклопедія послідовностей цілих чисел уникає використання термінів з грецькими префіксами (наприклад, "восьмикутній") і надає перевагу числовим позначенням (наприклад, «8-кутний»).
Властивість цієї таблиці виражена  наступною тотожністю (див.  A086270 [Архівовано 13 квітня 2021 у Wayback Machine.]) :
{\displaystyle 2\,P(s,n)=P(s+k,n)+P(s-k,n),}
де
{\displaystyle k=0,1,2,3,...,s-3.}

## Чи є число багатокутним
Задача 1. (інколи її називають задачею Діофанта). Для заданого натуральне число {\displaystyle N>2}, потрібно визначити чи є воно багатокутним числом {\displaystyle P_{n}^{(k)}} і якщо так, то для яких значень {\displaystyle k}, {\displaystyle n}. Діофант сформулював цю проблему так: «визначити скільки разів задане число зустрічається серед усіх можливих багатокутних чисел». Алгоритм розв'язку задачі:.
1. Випишемо всі натуральні дільники числа {\displaystyle 2N} (включаючи {\displaystyle 1} та {\displaystyle 2N}).
2. Випишемо всі натуральні дільники числа {\displaystyle 2N-2}.
3. З першого набору виберемо ті числа, які на одиницю більші за будь-яке число з другого набору. Ці числа відповідають {\displaystyle n}.
4. Для кожного вибраного {\displaystyle n} обчислюємо {\displaystyle k={\dfrac {2N-2}{n-1}}-{\dfrac {2N}{n}}+2}.
5. Відкинемо пари {\displaystyle (n,k)}, де {\displaystyle k<3}.

Відповідно, всі пари {\displaystyle P_{n}^{(k)}}, що залишилися, рівні {\displaystyle N}.
Приклад 1. Нехай {\displaystyle N=105}.
- Дільники {\displaystyle 2N=210}: {\displaystyle 1,2,3,5,6,7,10,14,15,21,30,35,42,70,105,210}.
- Дільники {\displaystyle 2N-2=208}: {\displaystyle 1,2,4,8,13,16,26,52,104,208}.
- Виписуємо {\displaystyle n=2,3,5,14,105}.
- Відповідно {\displaystyle k=105,36,12,14,2}. Останнє значення відкинемо.

Відповідь: {\displaystyle 105} зустрічається як {\displaystyle P_{2}^{(105)}}, {\displaystyle P_{3}^{(36)}}, {\displaystyle P_{5}^{(12)}}, {\displaystyle P_{1}4^{(14)}}, тобто як 2-е 105-кутне, 3-е 36-кутне, 5-е 12-кутне, 14-е 14-кутне число.
Задача 2. Дано натуральне число {\displaystyle N>2}, потрібно визначити чи є воно {\displaystyle k}-кутним числом {\displaystyle P_{n}^{(k)}}. На відміну від попередньої задачі, тут {\displaystyle k} задано. Для розв'язку можна використати тотожністю Діофанта:
{\displaystyle 8(k-2)P_{n}^{(k)}+(k-4)^{2}=(2n(k-2)-(k-4))^{2}}.
Цю тотожність легко отримати з наведеної вище загальної формули для {\displaystyle P_{n}^{(k)}}. З тотожності випливає розв'язок поставленої задачі: якщо {\displaystyle N} є {\displaystyle k}-кутне число, тобто {\displaystyle N=P_{n}^{(k)}} для деякого {\displaystyle N}, то {\displaystyle 8(k-2)N+(k-4)^{2}} — це деяке квадратне число {\displaystyle R^{2}} і навпаки. При цьому номер {\displaystyle n} знаходиться за формулою
{\displaystyle n={\frac {R+k-4}{2k-4}}}.
Приклад 2. Визначити чи є число 1540 10-кутним. Значення {\displaystyle 8(k-2)N+(k-4)^{2}} тут рівне {\displaystyle 98596=314^{2}}, тому задане число є 10-кутним. {\displaystyle n=20}, отже, 1540 є 20-м 10-кутним числом.

## Твірна функція
Степеневий ряд, коефіцієнти якого {\displaystyle k}-кутні числа, збігається при {\displaystyle |x|<1}:
{\displaystyle P_{1}^{(k)}x+P_{2}^{(k)}x^{2}+P_{3}^{(k)}x^{3}+\dots ={\frac {x(1+(k-3)x)}{(1-x)^{3}}}}.
Вираз справа є твірною функцією для послідовності {\displaystyle k}-кутних чисел.
Апарат твірних функцій дозволяє застосовувати в теорії чисел і комбінаториці методи математичного аналізу. Наведена формула також пояснює появу {\displaystyle k}-кутних чисел серед коефіцієнтів ряду Тейлора для різноманітних раціональних дробів. Приклади:
При {\displaystyle k=3} : {\displaystyle {\frac {x}{(1-x)^{3}}}=P_{1}^{(3)}x+P_{2}^{(3)}3x^{2}+P_{3}^{(3)}x^{3}+\dots +P_{n}^{(3)}x^{n}+\cdots },
при {\displaystyle k=4} : {\displaystyle {\frac {x(x+1)}{(1-x)^{3}}}=P_{1}^{(4)}x+P_{2}^{(4)}3x^{2}+P_{3}^{(4)}x^{3}+\dots +P_{n}^{(4)}x^{n}+\cdots },
при {\displaystyle k=5} : {\displaystyle {\frac {x(2x+1)}{(1-x)^{3}}}=P_{1}^{(5)}x+P_{2}^{(5)}3x^{2}+P_{3}^{(5)}x^{3}+\dots +P_{n}^{(5)}x^{n}+\cdots }.